# 世界ユダヤ人会議

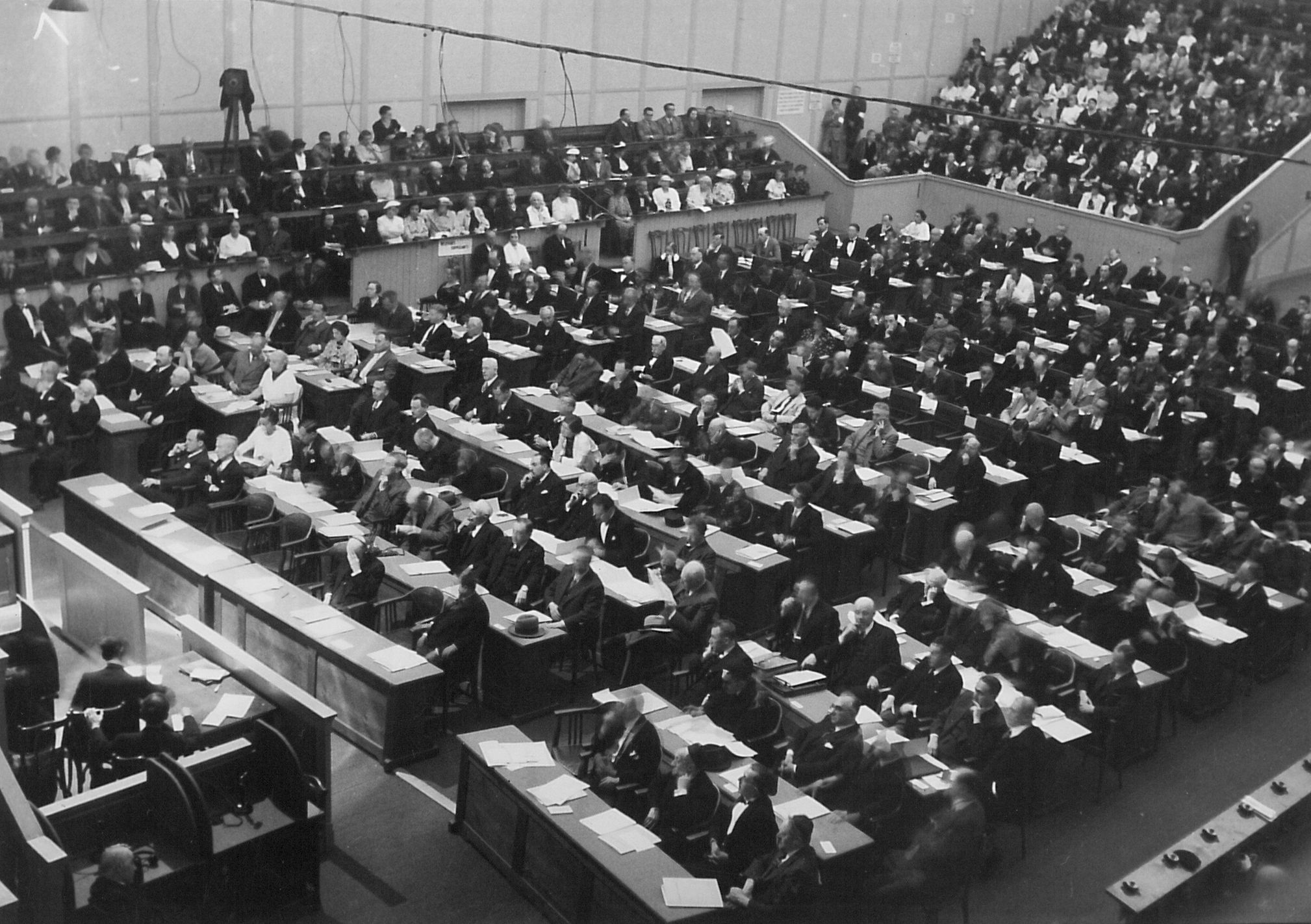
1953年にスイス・ジュネーヴで開催された世界ユダヤ人会議

世界ユダヤ人会議（英：World Jewish Congress、略称WJC）は、1936年から活動しているユダヤ人の国際組織。本部はアメリカの都市ニューヨークにある。またフランスのパリ、ベルギーのブリュッセル、スイスのジュネーヴ、ハンガリーのブダペスト、イスラエルのエルサレム、ロシアのモスクワ、カナダのオタワ、オーストラリアのシドニー、アルゼンチンのブエノスアイレスなどに加入している事務所が存在する。一国一団体が原則であるが、必ずしも世界中の全てのユダヤ人団体が加入しているというわけではない。1994年の段階で86カ国の団体が加盟している。国際連合・ユネスコなどの国際機関にNGOとして参加している。
反ユダヤ主義政策を強行するナチス・ドイツへの抵抗運動を世界中で行うために1936年にスイスのジュネーヴにおいて設立された。特にアメリカ合衆国において反ナチ集会を組織化し、ヨーロッパ・ユダヤ人を保護するようアメリカ政府に働きかけた。ヨーロッパWJCの代表者ゲルハルト・リーグナーがヨーロッパ・ユダヤ人の苦境を告げた1942年の最終解決に関する電報はアメリカ政府の関心を向けた。これはリーグナー電報と呼ばれている。
戦後はナチ戦犯の追及やホロコーストを生き延びたユダヤ人の保護運動に努力した。その後はネオ・ナチや反ユダヤ主義者と戦いながら、旧ソ連・アラブ諸国・旧ユーゴスラヴィアなどで暮らすユダヤ人の救援活動などを行った。ユダヤ人の市民社会への同化がすすんでいる西側諸国においてはユダヤ教育などを通じてのユダヤ人文化の保護に努めている。

## 歴代議長
- スティーヴン・サミュエル・ワイズ : (1936年 - 1949年4月19日)
- ナウム・ゴールドマン（en:Nahum Goldmann） : (1949年–1977年), (1955年まで代理)
- フィリップ・クルッツニック（en:Philip M. Klutznick） : (1977年–1979年)
- エドガー・ブロンフマン（en:Edgar M. Bronfman） : (1979年 - 2007年6月) , (1981までは代理)
- ロナルド・ローダー（en:Ronald S. Lauder） : (2007年6月10日 - 現在)[4]